# Safe Harbor (televisieserie, 2025)
Safe Harbor is een Nederlandse dramaserie uit 2025 van regisseur Mark Williams in Nederland te zien op streamingdienst Videoland en in België op Streamz.

## Verhaal
Tobias (Alfie Allen) en Marco (Martijn Lakemeier) zijn hackers die betrokken raken bij een criminele organisatie wanneer zij in contact komen met leden van de Ierse maffia, Sloane (Charlie Murphy) en haar broer Farrell (Jack Gleeson). Tobias en Marco worden ingezet door deze maffia-leden om het beveiligingssysteem van de Rotterdamse en Antwerpse havens te hacken om ongemerkt drugsleveranties mogelijk te maken. 

## Rolverdeling
| Acteur               | Personage             |
| -------------------- | --------------------- |
| Martijn Lakemeier    | Marco de Bont         |
| Charlie Murphy       | Sloane Walsh          |
| Alfie Allen          | Tobias Chapman        |
| Jack Gleeson         | Farrell Walsh         |
| Colm Meaney          | Kieran Walsh          |
| Gaite Jansen         | Rika Rogers           |
| Ian Lloyd Anderson   | Mr. O'Brien           |
| Pauline McLynn       | Brina Walsh           |
| Charlotte Timmers    | Jolie                 |
| Simone Giel          | Zora                  |
| Felix Meyer          | Cas                   |
| Shahine El-Hamus     | Oncko Jaager          |
| Reuben Joseph        | Keithen               |
| Damaris de Jong      | Angelique             |
| Damien Molony        | Callum McGowan        |
| Jim Deddes           | Luka van der Boor     |
| Charlie Chan Dagelet | Nathalie van der Boor |

## Productie

### Ontwikkeling
Mark Williams produceert de serie samen met Femke Wolting van de Nederlandse producent Submarine en de Duitse producent Night Train Media. De Nederlandse streamingdienst Videoland is de hoofdafnemer. 

### Filmen
De opnames voor de serie begonnen in 2023 in Rotterdam met vervolgopnames in begin 2024 in Antwerpen en Ierland. Williams regisseert het film werk samen met Arne Toonen, Inti Calfat en Dirk Verheye.